# Selección de rugby league de República Checa
La Selección de rugby league de República Checa representa al país en competiciones de selecciones nacionales de rugby league. 
Está afiliado a la Rugby League European Federation. 

## Palmarés
Europeo División C
- Campeón (2): 2011, 2012

## Participación en copas

#### Copa del Mundo de Rugby League
- no ha clasificado

#### Campeonato Europeo A
- no ha clasificado

#### Campeonato Europeo B
- 2007 : 3° puesto
- 2008 : 3° puesto
- 2009 : 2° puesto
- 2010 : 3° puesto

#### Campeonato Europeo C
- 2011 : Campeón[1]
- 2012 : Campeón[2]
- 2013 : 3° puesto
- 2014 : 3° puesto
- 2016 : 2° puesto

#### Campeonato Europeo D
- 2021 : 2° puesto